# Вісник Куп'янщини
Вісник Куп'янщини — міськрайонна громадсько-політична газета. Виходить один раз на тиждень у четвер українською мовою в м. Куп'янськ Харківської області.
Заснована 21 січня 1919 році як рос. "Известия исполнительного комитета Купянского уездного Совета рабочих, крестьянских и красноармейских депутатов" (скорочено - рос. "Красные известия"). Окремі її номери мали назву “Добьем Врангеля!” Від 1920 року назва змінена на рос. "Труд" (матеріали публікувалися українською та російською мовами). У 1925 р. чергова зміна назви - "Праця". Розповсюджується у Куп’янську і 11 районах округу, в.т.ч – Великий Бурлук, Вільшана, Дворічна, Сватове, Сенькове, Кабаньє. “Праця” виходила українською мовою, двічі на тиждень, на 4, часом на 6 сторінках. У 1930 р. - районна газета "Колективний шлях". Вихід – 8 номерів на декаду, на 2 сторінках. Надалі вихід – тричі на тиждень. У жовтні 1941 року “Колективний шлях” припиняє свій вихід у зв’язку з наближенням до Куп’янська лінії бойових дій Другої світової війни. У 1944 “Колективний шлях” відновлює свій вихід в Куп’янську після визволення міста від німецької окупації на початку лютого.У 1962 році газету в черговий раз перейменовують на "Червоний прапор". У 1991 р. видання отримало сучасну назву. У 1996 році “Вісник Куп’янщини” увійшов до складу Куп’янської телерадіокомпанії. Засновник - Куп'янська міська та районна ради. Видавець - Куп'янська телерадіокомпанія.
Друкуються новини громадсько-політичного життя міста й району, телепрограма, реклама, оголошення.